# クリス・コモンズ
クリスティアン・アラン・コモンズ（Kristian Arran Commons、1983年8月30日- ）は、イングランド出身の元サッカー選手。現役時代のポジションは攻撃的ミッドフィールダー。長くセルティックの中心選手として活躍。イングランド出身だが、祖母の故郷であるスコットランドの代表チームでプレーした。

## 来歴
2000年にストーク・シティでデビュー。2004年から4シーズンをノッティンガム・フォレストで、2008年からの3シーズンをダービー・カウンティでプレー。ダービー在籍時の2008年8月にスコットランド代表での初キャップを記録している。
2010年1月にセルティックへ移籍。コモンズの入団以降、セルティックはリーグを5回、スコティッシュカップを2回、スコティッシュリーグカップを1回優勝した。2013-14シーズンには27得点を挙げてスコティッシュ・プレミアシップ得点王を獲得し、PFA年間最優秀選手賞、記者協会年間最優秀選手賞を同時受賞した。
2016年5月にブレンダン・ロジャーズが新監督に就任すると、コモンズはチームの構想から外れた。2016-17シーズンの後半はローン移籍したハイバーニアンで過ごし、シーズン終了後に現役を引退した。引退後はSky Sportsの解説者として活動している。

## 所属クラブ
- ストーク・シティ 2000-2004
- ノッティンガム・フォレスト 2004-2008
- ダービー・カウンティ 2008-2010
- セルティック 2010-2017
  -  ハイバーニアン（ローン移籍） 2016-2017